# Chasmanthium sessiliflorum
Chasmanthium sessiliflorum là một loài thực vật có hoa trong họ Hòa thảo. Loài này được (Poir.) Yates mô tả khoa học đầu tiên năm 1966.